# Седрік Сеген
Седрік Сеген (3 квітня 1973 , П'єррлатт ) — французький фехтувальник на шаблях, срібний призер Олімпійських ігор 2000 року, чемпіон Європи.

## Виступи на Олімпіадах
| Олімпіада   | Дисципліна     | Місце |
| ----------- | -------------- | ----- |
| Сідней 2000 | командна шабля | 2     |